# Ancud
Ancud is een gemeente in de Chileense provincie Chiloé in de regio Los Lagos. Ancud telde 38.991 inwoners in 2017.
- Bibliothèque nationale de France: cb151677764 (data)
- Gemeinsame Normdatei: 7572741-9
- Library of Congress Control Number: n84077837
- Nationale Bibliotheek van Israël: 987007562232505171
- Virtual International Authority File: 146629123